# Douglas YOA-5
El Douglas YOA-5 fue un avión anfibio diseñado por la Douglas Aircraft Company para el Cuerpo Aéreo del Ejército de los Estados Unidos. Aunque se construyó un prototipo en los años 30 del siglo XX, no entró en producción.

## Diseño y desarrollo
En noviembre de 1932 el Ejército de los Estados Unidos ordenó el desarrollo de un avión de reconocimiento/bombardero, anfibio, con la intención de actuar como avión guía de navegación y rescate para formaciones de bombarderos convencionales. El avión resultante, que fue ordenado como bombardero con la designación YB-11, fue diseñado en paralelo con el similar, pero mayor, Douglas XP3D, hidrocanoa de patrulla para la Armada de los Estados Unidos. Era un monoplano de ala alta con dos motores radiales Wright R-1820 Cyclone, montados en góndolas individuales sobre el ala, recordando a una versión agrandada del Douglas Dolphin.
Antes de ser completado, fue primeramente designado como avión de observación YO-44 y luego como el "Anfibio de Observación modelo 5" (YOA-5). Voló por primera vez en enero de 1935, y fue entregado al Ejército en febrero del mismo año. El concepto por el que había sido diseñado se probó impracticable, por lo que no entró en producción, pero el YOA-5 fue usado para establecer dos plusmarcas mundiales en distancia para anfibios, siendo finalmente desguazado en diciembre de 1943.

## Variantes
YB-11
Bombardero de reconocimiento anfibio, ordenado en 1932 por el Cuerpo Aéreo del Ejército de los Estados Unidos.
YO-44
El YB-11, redesignado en la categoría de Observación antes de que acabara su construcción.
YOA-5
Otra redesignación en la categoría de Anfibio de Observación. Uno construido, se le dieron las designaciones anteriores varias veces en su vida.

## Operadores
Estados Unidos
- Cuerpo Aéreo del Ejército de los Estados Unidos

## Especificaciones (YB-11)
Referencia datos: McDonnell Douglas Aircraft since 1920

### Características generales
- Longitud: 21,3 m (69,9 ft)
- Envergadura: 27,4 m (89,9 ft)
- Altura: 6,7 m (22 ft)
- Superficie alar: 102,3 m² (1101,2 ft²)
- Peso vacío: 6368 kg (14 035,1 lb)
- Peso cargado: 9000 kg (19 836 lb)
- Peso máximo al despegue: 2261 kg (4983,2 lb)
- Planta motriz: 2× motor radial de nueve cilindros refrigerado por aire Wright R-1820-45 Cyclone.
  - Potencia: 600 kW (827 HP; 816 CV) cada uno.

### Rendimiento
- Velocidad máxima operativa (Vno): 272 km/h (169 MPH; 147 kt)
- Velocidad crucero (Vc): 245 km/h (152 MPH; 132 kt)
- Velocidad de entrada en pérdida (Vs): 120 km/h (75 MPH; 65 kt)
- Techo de vuelo: 5760 m (18 898 ft)
- Régimen de ascenso: 3,9 m/s (768 ft/min)
- Carga alar: 89 kg/m²
- Potencia/peso: 130 W/kg

### Armamento
- Ametralladoras: 

  - 3x Browning M1919 de 7,62 mm en posiciones de proa y de fuselaje

## Aeronaves relacionadas

### Secuencias de designación
- Secuencia B-_ (Bombarderos del USAAC/USAAF/USAF, 1926-1962): ← B-8 - B-9 - B-10 - B-11 - B-12 - B-13 - B-14 →
- Secuencia O-_ (Aviones de Observación del USAAC/USAAF, 1924-1942): ← O-41 - O-42 - O-43 - O-44 - O-45 - O-46 - O-47 →
- Secuencia OA-_ (Aviones Anfibios de Observación del USAAC/USAAF, 1925-1948): ← OA-2 - OA-3 - OA-5 - OA-5 - OA-6 - OA-7 - OA-8 →